# 루머 윌리스
루머 글렌 윌리스(영어: Rumer Glenn Willis, 1988년 8월 16일 ~ )는 미국의 배우이다. 배우 브루스 윌리스와 배우 데미 무어의 장녀이다.

## 출연 작품
- 헬로 어게인 (2017)
- 아메리칸에스코트걸 (2015)
- 리턴 투 센더 (2015)
- 데어스 올웨이즈 우드스탁 (2014)
- 엑스터시 나이트 (2014)
- 디 오드 웨이 홈 (2013)
- 식스 레터 워드 (2012)
- 와일드 체리 (2009)
- 여대생 기숙사 (2009)
- 스트레이크 (2008)
- 창녀 (2008)
- 프롬 위딘 (2008)
- 하우스 버니 (2008)
- 호스티지 (2005)
- 스트립티즈 (1996)
- 나우 앤 덴 (1995)

### 텔레비전
- 업 클로즈 위드 캐리 키건 (2008-09)
- 90210 (2009-10)